# Отоцкий-Закутин, Лев Григорьевич
Лев Григорьевич Отоцкий-Закутин (настоящая фамилия Отоцкий) (17 января 1905, г. Петроков Петроковской губернии (ныне Пётркув-Трыбунальский Лодзинского воеводства — 1977(?)) — философ и писатель русского зарубежья, экономист, филолог.

## Биография
Родился в Царстве Польском. В 1925 году окончил гимназию в Данциге. Затем жил во Франции. В 1937 году окончил Сорбоннский университет.
В 1936 г. организовал в Париже Социально-экономический семинар, читал на нëм лекции.
Член Союза младороссов. В 1937—1938 г. выступал с докладами на собраниях младороссов и заседаниях социально-экономической секции Культурно-просветительского отдела.
В 1964 г. защитил диссертацию на тему «Теория познания у С. Франка и русских интуитивистов». Доктор Сорбонны с 1953 года.
Публиковал с 1964 по 1973 г. статьи по экономике и философии в «Возрождении» и «Новом журнале». Последние годы жил и работал в США.

## Творчество
Творчество Л. Г. Отоцкого-Закутина было близко к феноменологии Больцано.
Автор трудов:
- О чувстве и чувственности (Париж, 1937)
- Aphorismes tristes (Париж, 1950)
- Записки к философии (Париж, 1954)
- Философемы и символы (Париж, 1962) pdf
- На тему об искусстве (Париж, 1963)
- Опыт новой теории восприятия (Париж, 1970) pdf
- Гносеологическая увертюра (Мюнхен, 1971) pdf
- О совершенстве как совершении истории: антиномия смерти и бессмертия… (Париж, 1976) pdf